# Liste der Naturschutzgebiete im Landkreis Kitzingen
Im Landkreis Kitzingen gibt es 15 Naturschutzgebiete. Das größte Naturschutzgebiet ist das 1998 eingerichtete Naturschutzgebiet Sandfluren bei Volkach, Schwarzach a.Main und Sommerach.
| Name                                                    | Bild | Kennung                   | Kreis                                   | Einzelheiten | Position | Fläche Hektar | Datum |
| ------------------------------------------------------- | ---- | ------------------------- | --------------------------------------- | --- | -------- | ------------- | ----- |
| Alter Main bei Volkach                                  |      | NSG-00350.01 WDPA: 162115 | Landkreis Kitzingen                     | Volkach, Nordheim am Main Ursprüngliches Fließgewässer des Mains, einschließlich der kleinreliefreichen Flussterrassen, die als Mähwiesen genutzt und Weidenbäumen.                                                | ⊙        | 63,66         | 1989  |
| Astheimer Dürringswasen                                 |      | NSG-00574.01 WDPA: 81320  | Landkreis Kitzingen                     | | ⊙        | 10,89         | 1999  |
| Belkers bei Großlangheim                                |      | NSG-00403.01 WDPA: 162367 | Landkreis Kitzingen                     | | ⊙        | 31,25         | 1983  |
| Halbtrockenrasen am Schwanberg                          |      | NSG-00393.01 WDPA: 163498 | Landkreis Kitzingen                     | Iphofen Magerwiese, Halbtrockenrasen und alte Weinbergsanlagen als Lebensraum für Insekten. | ⊙        | 9,28          | 1991  |
| Kranzer                                                 |      | NSG-00222.01 WDPA: 164238 | Landkreis Kitzingen                     | | ⊙        | 7,7           | 1984  |
| Mainaue zwischen Sommerach und Köhler                   |      | NSG-00500.01 WDPA: 164554 | Landkreis Kitzingen                     | | ⊙        | 93,31         | 1995  |
| Mainhang an der Vogelsburg                              |      | NSG-00454.01 WDPA: 164556 | Landkreis Würzburg, Landkreis Kitzingen | Landkreis Würzburg: 26,66 ha Landkreis Kitzingen: 26,31 ha | ⊙        | 52,97         | 1993  |
| Marktstefter Tännig                                     | BW   | NSG-00516.01 WDPA: 164573 | Landkreis Kitzingen                     | | ⊙        | 74,11         | 1996  |
| Naturwaldreservat Wolfsee                               |      | NSG-00603.01 WDPA: 318843 | Landkreis Kitzingen                     | | ⊙        | 75,99         | 2001  |
| Rechtes Mainufer bei Sommerach                          |      | NSG-00372.01 WDPA: 165118 | Landkreis Kitzingen                     | Sommerach Buhnenfelder der verschiedenen Verlandungsstadien in ihrer Vernetzung mit Weidengebüschen, Auwaldresten, krautschichtenreichen Hangwäldern und Wiesen.                                                   | ⊙        | 19,45         | 1990  |
| Sande am Tannenbusch bei Kleinlangheim                  |      | NSG-00498.01 WDPA: 165303 | Landkreis Kitzingen                     | | ⊙        | 37,92         | 1995  |
| Sandfluren bei Volkach, Schwarzach a.Main und Sommerach |      | NSG-00543.01 WDPA: 319044 | Landkreis Kitzingen                     | Volkach Sandmagerrasen und Sandgrasheiden in ihrer Verzahnung mit Waldrändern, Wiesen, Ackerflächen, Streuobstbeständen, Feuchtgebieten und Wasserläufen sowie der Schutz von Sanddünen und Flugsandflächen.       | ⊙        | 105,36        | 1998  |
| Sandgrasheiden am Elgersheimer Hof                      |      | NSG-00285.01 WDPA: 165305 | Landkreis Kitzingen                     | Volkach Zweck ist die Erhaltung der europaweit gefährdeten Pflanzenart Silberscharte. Reliktstandort der Sandgrasheiden, die einige seltene Blütenpflanzen, Moose, Pilze und verschiedene Flechtenarten aufweisen. | ⊙        | 3,39          | 1986  |
| Schloßbergsattel bei Markt Einersheim                   |      | NSG-00612.01 WDPA: 165422 | Landkreis Kitzingen                     | Markt Einersheim Komplex aufgebautes Offenlandgebiet. | ⊙        | 78,47         | 2002  |
| Wald an der Hallburg                                    |      | NSG-00383.01 WDPA: 166135 | Landkreis Kitzingen                     | Volkach Seltene Ausprägung eines Hangwaldes mit seinem Artenreichtum, insbesondere an Frühlingsgeophyten, Laubmischwald mit Übergängen zur Hartholzaue und lichte Waldstruktur.                                    | ⊙        | 9,61          | 1991  |
| Legende für Naturschutzgebiet                           |      |                           |                                         | |          |               |       |